# Kelly Port
Kelly Port (* 26. Mai 1967 in Vancouver, Washington) ist ein amerikanischer VFX Supervisor, der 2019 für seine Arbeit an der komplett digitalen Hauptfigur Thanos im Science-Fiction-Actionfilm Avengers: Infinity War für den Oscar für die besten visuellen Effekte nominiert wurde. Eine weitere Nominierung folgte 2022 für den Film Spider-Man: No Way Home.

## Leben
Er machte an der Universität von Kalifornien einen Abschluss als Bachelor of Arts. Anschließend war er im Bereich der Postproduktion im Bereich Film, Fernsehen und Werbung tätig. 1995 begann er bei Digital Domain im Bereich Spezialeffekte zu arbeiten. Die ersten Spielfilme, bei denen er mitwirkte, waren Apollo 13 und Strange Days. Später folgten Titanic, Der Herr der Ringe: Die Gefährten und Star Trek: Nemesis.
Seit 2008 ist er Mitglied der Academy of Motion Picture Arts and Sciences.
Er war dreimal für die VES Awards nominiert und gewann den Preis für Avengers: Infinity War. Für diesen Science-Fiction-Actionfilm wurde er 2019 ebenfalls für den Oscar für die besten visuellen Effekte und den British Academy Film Award nominiert.

## Filmografie
- 1995: Apollo 13
- 1995: Strange Days
- 1997: Titanic
- 2000: Der Grinch (How the Grinch Stole Christmas)
- 2000: Red Planet
- 2000: Supernova
- 2001: Der Herr der Ringe: Die Gefährten (The Lord of the Rings: The Fellowship of the Ring)
- 2002: Star Trek: Nemesis
- 2002: Wir waren Helden (We Were Soldiers)
- 2003: Löwen aus zweiter Hand (Secondhand Lions)
- 2003: The Italian Job – Jagd auf Millionen (The Italian Job)
- 2003: The Missing
- 2005: King Kong
- 2005: Stealth – Unter dem Radar (Stealth)
- 2006: Es begab sich aber zu der Zeit … (The Nativity Story)
- 2006: Texas Chainsaw Massacre: The Beginning
- 2007: Helden der Nacht – We Own the Night (We Own the Night)
- 2007: The Hitcher
- 2007: Wintersonnenwende – Die Jagd nach den sechs Zeichen des Lichts (The Seeker: The Dark Is Rising)
- 2008: Die Mumie: Das Grabmal des Drachenkaisers (The Mummy: Tomb of the Dragon Emperor)
- 2008: Gran Torino
- 2009: Star Trek
- 2009: Transformers – Die Rache (Transformers: Revenge of the Fallen)
- 2010: Das A-Team – Der Film (The A-Team)
- 2010: Percy Jackson – Diebe im Olymp (Percy Jackson & the Olympians: The Lightning Thief)
- 2011: Thor
- 2012: The Watch – Nachbarn der 3. Art (The Watch)
- 2014: Maleficent – Die dunkle Fee (Maleficent)
- 2016: Free State of Jones
- 2017: Die Schöne und das Biest (Beauty and the Beast)
- 2018: Avengers: Infinity War
- 2019: Avengers: Endgame
- 2021: Spider-Man: No Way Home